# Rube Marquard
Pour les articles homonymes, voir Marquard.
Rube Marquard (Richard William Marquard), né le 9 octobre 1886 à Cleveland dans l'Ohio et mort le 1er juin 1980 à Baltimore, était un joueur de baseball américain.

## Biographie
Marquard est le fils de Lena Heiser Marquard et Fred Marquard, des immigrés allemands. Il a commencé à travailler pour la ville en tant qu'ingénieur. En 1899, sa mère décède, ce qui donne à Richard une indépendance obstinée. Au grand dam de son père, il n'était pas attiré par les travaux scolaires ; il voulait juste jouer au Baseball.

## Carrière
Il a commencé sa carrière en 1908, à l'âge de 21 ans, au poste de lanceur dans l'équipe des Giants de New-York après que ceux-ci ont acheté son contrat d'Indianapolis (association américaine) pour 11 000 $, la plus grande somme d'argent jamais payé pour un joueur de baseball. Au départ, les journalistes de New-York l'appelaient le « $11 000 Beauty » ou « $11 000 Peach », mais deux ans plus tard, alors qu'il était toujours à la recherche de sa 10e victoire de Ligue majeure, ils l'ont raillé comme le « $11 000 Lemon ».